# Palazzo Manno
Il Palazzo Manno  a Sciacca è una residenza signorile settecentesca.
Il palazzo è stato la dimora dei Manno, nobile famiglia siciliana di origini fiorentine, trasferitasi a Sciacca nel 1400.
L'attuale configurazione dell'edificio nulla ha più a che vedere con l'antico palazzo, essendo stato profondamente modificato nel XX secolo per divenire un albergo. L'ultima ristrutturazione risale al 1987. 

## Fonti
- http://www.sciacca.it/dentro_sciacca/monumenti/Palazzi/Manno.html